# Ходыри (Богородский район)
Ходыри — деревня в Богородском районе Кировской области

## География
Находится на расстоянии примерно 3 километра по прямой на юго-запад от районного центра поселка Богородское.

## История
Деревня известна с 1717 года, когда в ней учли 18 жителей, в 1764 111 жителей. В 1873 году отмечено дворов 61 и жителей 379, в 1905 55 и 354, в 1926 62 и 307, в 1950 51 и 207 соответственно. В 1989 году учтено 15 жителей.

## Население
Постоянное население  составляло 10 человек (русские 100%) в 2002 году, 2 в 2010.